# Ștei-Arieșeni
Ștei-Arieșeni – wieś w Rumunii, w okręgu Alba, w gminie Arieșeni. W 2011 roku liczyła 96 mieszkańców.